# Едінбург (Мен)
Едінбург (англ. Edinburg) — місто (англ. town) в США, в окрузі Пенобскот штату Мен. Населення — 134 особи (2020).

## Демографія
Згідно з переписом 2010 року, у місті мешкала 131 особа в 53 домогосподарствах у складі 41 родини. Було 69 помешкань
Расовий склад населення:
| - 99,2 % — білих - 0,8 % — корінних американців |

До двох чи більше рас належало 0,0 %. Частка іспаномовних становила 0,0 % від усіх жителів.
За віковим діапазоном населення розподілялося таким чином: 19,8 % — особи молодші 18 років, 63,4 % — особи у віці 18—64 років, 16,8 % — особи у віці 65 років та старші. Медіана віку мешканця становила 47,1 року. На 100 осіб жіночої статі у місті припадало 98,5 чоловіків;  на 100 жінок у віці від 18 років та старших — 114,3 чоловіків також старших 18 років.
Середній дохід на одне домашнє господарство  становив 56 398 доларів США (медіана — 48 929), а середній дохід на одну сім'ю — 71 528 доларів (медіана — 63 750). Медіана доходів становила 31 875 доларів для чоловіків та 36 563 долари для жінок. За межею бідності перебувало 5,0 % осіб, у тому числі 0,0 % дітей у віці до 18 років та 0,0 % осіб у віці 65 років та старших.
Цивільне працевлаштоване населення становило 58 осіб. Основні галузі зайнятості: освіта, охорона здоров'я та соціальна допомога — 29,3 %, оптова торгівля — 15,5 %, роздрібна торгівля — 12,1 %.